# Universität der Bundeswehr
De Universitäten der Bundeswehr (UniBw) zijn twee onderwijsinstellingen van de Duitse strijdkrachten (Bundeswehr): de Universität der Bundeswehr München (UniBwM) en de Universität der Bundeswehr Hamburg/Helmut-Schmidt-Universität (UniBwH/HSU). Aankomend officieren volgen eerst een algemene militaire officiersopleiding van 11 of 15 maanden aan een van de Offiziersschulen (Offizierschule des Heeres (OSH), Offizierschule der Luftwaffe (OSLu) of [[Offizierschule der Marine/Marineschule Mürwik]] (MSM) ). Daarna beginnen ze hun academische studie aan een van de Universitäten der Bundeswehr (of aan een andere (technische) universiteit). Deze academische studie is enerzijds bedoeld om officieren in staat te stellen om na hun diensttijd een burgerberoep te kunnen uitoefenen, en anderzijds om een academisch denkniveau te bieden voor hun werk bij de krijgsmacht. Van de ongeveer 2.000 kandidaat-officieren die de Bundeswehr elk jaar aanstelt, heeft ongeveer 95 procent een academische graad.

## Geschiedenis
Op 11 juni 1970 werd door de minister van Defensie (Bundesminister der Verteidigung) Helmut Schmidt van de Duitse Bondsregering een commissie ingesteld die aanbevelingen moest doen voor het hervormen van de opleiding en onderwijs bij de Bundeswehr. In hun rapport van 17 mei 1971 adviseerde de commissie officierskandidaten voortaan een driejarige opleiding aan een Hochschule der Bundeswehr zouden moeten volgen. Ze zouden daarna verplichte ten minste twaalf jaar bij de Bundeswehr moeten blijven werken.
De oprichting van Hochschulen der Bundeswehr voor de Bundeswehr, één in Hamburg en één in München werd op 29 juni 1972 goedgekeurd door het federale kabinet, en op 14 februari en 4 april 1973 door het Defensiecomité van de Duitse Bondsdag
Op 5 juli 1973 werd de Hochschule der Bundeswehr Hamburg en op 11 juli 1973 de Hochschule der Bundeswehr München officieel opgericht. De lessen begonnen op 1 oktober 1973..
In 1985 werd beide Hochschulen der Bundeswehr Hamburg omgedoopt tot Universität der Bundeswehr, dus: Universität der Bundeswehr Hamburg (UniBwH) en Universität der Bundeswehr München (UniBwM).
Van 1973 tot 1998 startten ±32.000 officierskandidaten een studie aan een van de UniBw, van wie ±66% succesvol een studie afrondde.
In 2001 kwamen de eerste vrouwelijke studenten naar de universiteiten en sinds 2003 worden ook civiele studenten toegelaten om te studeren aan de Universität der Bundeswehr, mits er studieplaatsen beschikbaar zijn. Deze civiele studenten studeren met een beurs die meestal wordt toegekend door bedrijfsgerelateerde stichtingen, dus ze worden indirect gefinancierd door hun toekomstige werkgever, meestal grote bedrijven. De opleidingskosten bedragen (2020) 6.000 euro (geesteswetenschappen), 8.000 euro (economie) of 10.000 euro (techniek) per studiejaar.
Ook medewerkers van andere Duitse overheidsdiensten en uitwisselingsofficieren van buitenlandse strijdkrachten kunnen aan de universiteiten een studie volgen. Zo volgen medewerkers van de Bundesnachrichtendienst (BND) bijvoorbeeld de opleiding Intelligence and Security Studies aan de UniBwM.
Vanaf het academisch jaar 2007/08 is de studie opgezet volgens de bachelor-masterstructuur overeenkomstig met de Bolognaverklaring. In 2011 werden de eerste Master of Arts en Master of Science diploma’s uitgereikt.

### Helmut-Schmidt-Universität/Universität der Bundeswehr Hamburg
Op 1 oktober 1973 begonnen 300 officierskandidaten hun studie in Hamburg. Op 30 september 1976 verlieten de eerste afgestudeerden de universiteit. In 1978 kreeg de universiteit het habilitatie en het promotierecht.
In december 2003 kreeg de universiteit de naam: "Helmut-Schmidt-Universität/Universität der Bundeswehr Hamburg". Schmidt ontving bij de naamswijziging ook een eredoctoraat, wat zeer uitzonderlijk is aan de Universiteiten van de Bundeswehr.

### Universität der Bundeswehr München
In 2019 had de UniBwM 270 civiele studenten. Ook waren er onder de afgestudeerden ±50 uitwisselingsofficieren van buitenlandse strijdkrachten.

## Studieprogramma

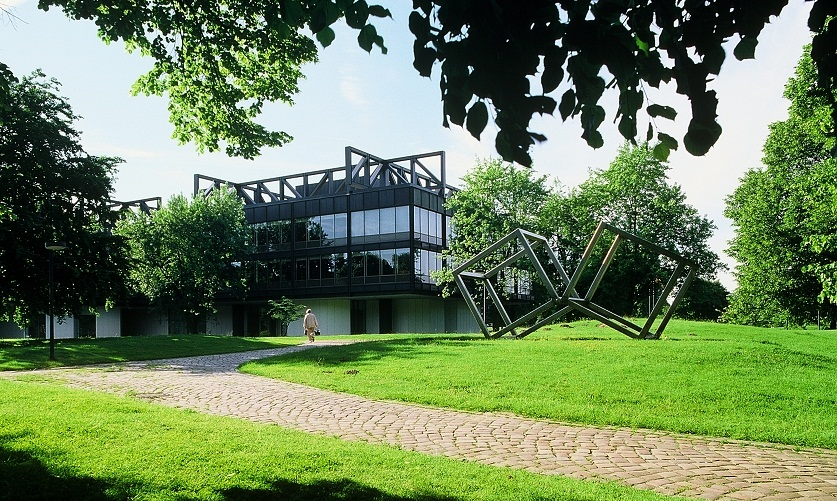
Hoofdgebouw van de HSU/UniBwH met universiteitsbibliotheek.

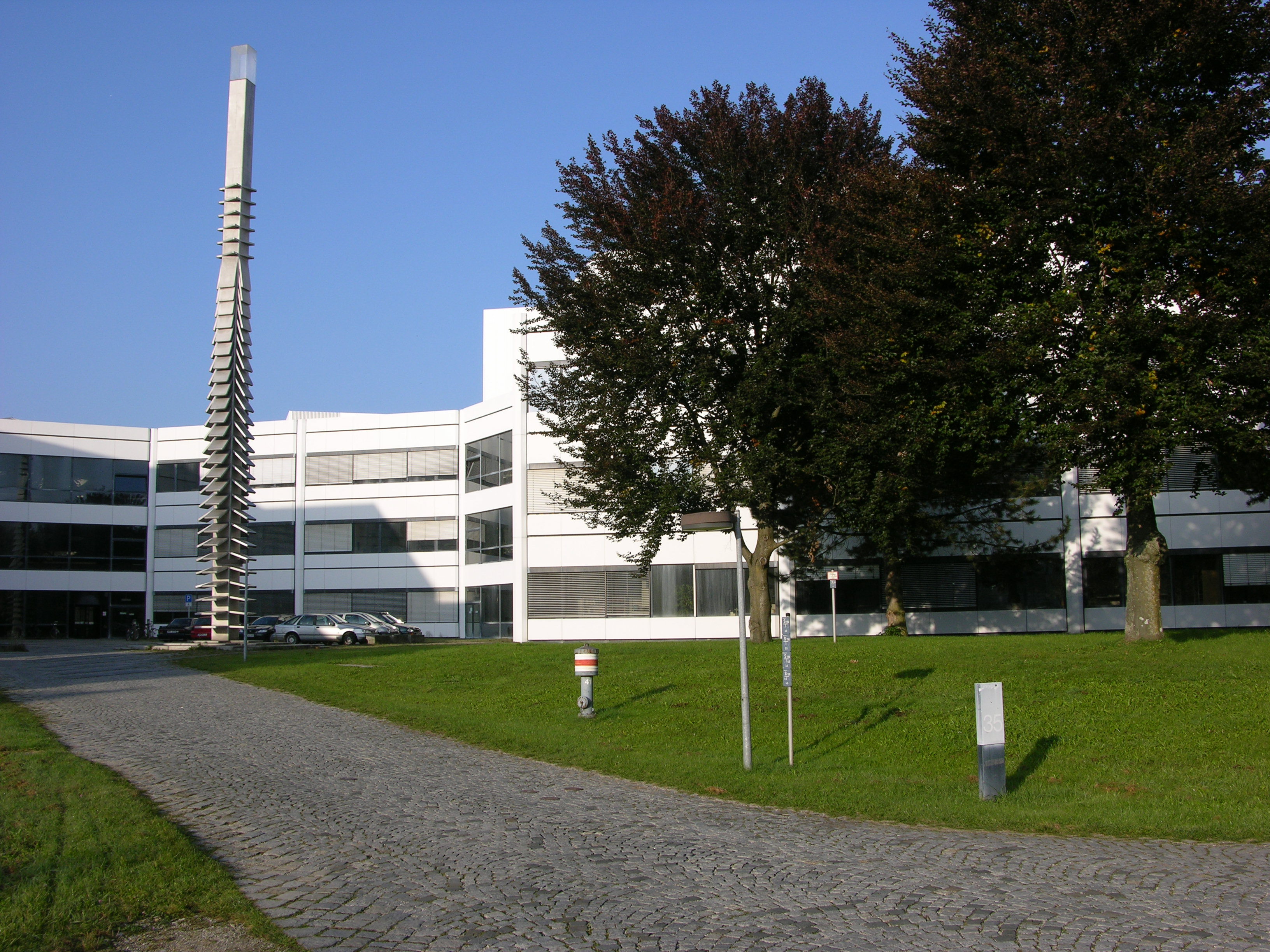
Universiteitsbibliothek van de Universität der Bundeswehr München

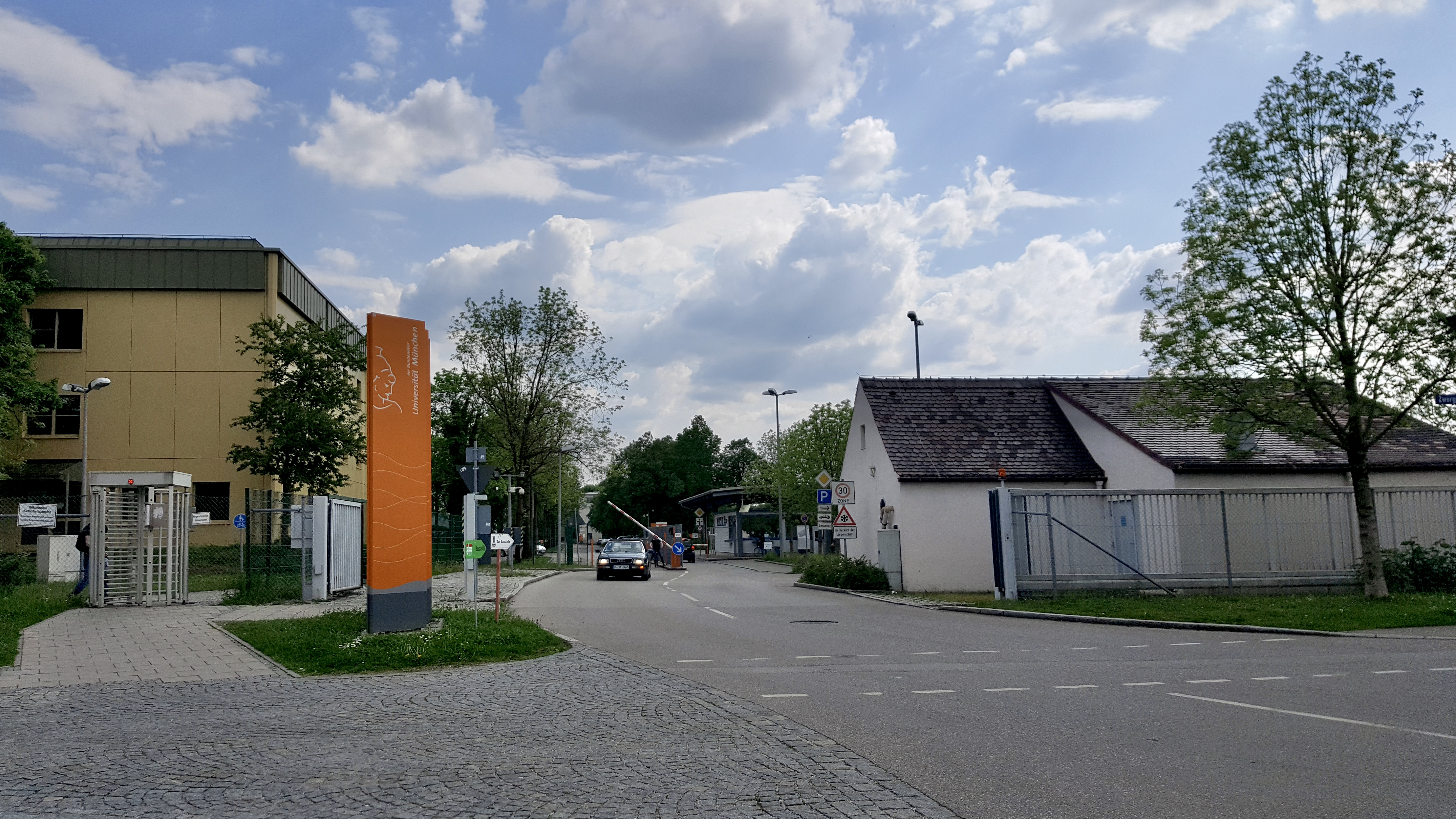
Campus van de UniBwM in Neubiberg (ingang Unterbiberg)

De Universitäten der Bundeswehr richten zich op de academische studie van (toekomstige) officieren van alle krijgsmachtdelen van de Duitse strijdkrachten. Daarnaast wordt er wetenschappelijk onderzoek verricht voor de Duitse strijdkrachten.
In tegenstelling tot de militaire academies van veel andere landen, bieden beide universiteiten vrijwel alleen cursussen aan die amper verband houden met de krijgsmacht. De vakinhoud is gelijk aan die aan reguliere Duitse universiteiten.
Alle hoogleraren aan beide universiteiten zijn burgers. De toekomstige officieren, die ten minste 13 jaar moeten dienen (piloten 16 jaar), behalen dezelfde academische graden die verleend worden aan de andere universiteiten in Duitsland; een bachelor- of master-diploma.
De academische opleiding aan Universitäten der Bundeswehr kan sneller worden afgerond dan aan de civiele universiteiten omdat ieder jaar ongeveer een derde méér college wordt gegeven dan aan civiele universiteiten. (de UniBw’s werken met drie 'trimesters' in plaats van twee 'semesters' per academisch jaar). De zwaardere studielast wordt gecompenseerd doordat de studenten volledig betaald worden en dus niet hoeven werken in hun vrije tijd. Ook zijn ze tijdens de studie volledig vrijgesteld van militaire verplichtingen. Door deze verdichting wordt de bachelor-opleiding in principe in drie jaar afgerond, en de bachelor + master-opleiding in principe in vier jaar.

### Curriculum

#### Curriculum Universität der Bundeswehr Hamburg
De HSU kent vier faculteiten, en iedere faculteit heeft een aantal afdelingen (duits: Institute).
- Fakultät für Elektrotechnik (Faculteit Elektrotechniek) (12 Professuren)
  - Elektrotechnik (Elektrotechniek)
- Fakultät für Maschinenbau (Faculteit Werktuigbouwkunde) (7 Institute, 18 Professuren)
  - Maschinenbau (Werktuigbouwkunde)
  - Rechnergestützte Ingenieurwissenschaften (Computationele wetenschap)
- Fakultät für Geistes- und Sozialwissenschaften (Faculteit Geestes- en Sociale wetenschappen) (9 Institute, 28 Professuren)
  - Bildungs- und Erziehungswissenschaften
  - Geschichtswissenschaft (Geschiedkunde)
  - Psychologie (Psychologie)
- Fakultät für Wirtschafts- und Sozialwissenschaften (Faculteit Economische en Sociale wetenschappen) (19 Institute, 38 Professuren)
  - Betriebswirtschaftslehre (Bedrijfskunde)
  - Volkswirtschaftslehre (Algemene economie)
  - Politikwissenschaft (Politicologie)

De opleiding Wirtschaftsingenieurwesen (Engineeringeconomie) wordt door de Fakultät für Elektrotechnik (Faculteit Elektrotechniek), Fakultät für Maschinenbau (Faculteit Werktuigbouwkunde) en de Fakultät für Wirtschafts- und Sozialwissenschaften (Faculteit Economische en Sociale wetenschappen) gezamenlijk aangeboden.

#### Curriculum Universität der Bundeswehr München

##### Bachelor-Masterstudies UniBwM
De volgende faculteiten (Universitärer Bereich) verzorgen bachelor en masterstudies
- Fakultät für Bauingenieur- und Vermessungswesen (BauV) (Faculteit Civiele techniek en Geodesie)
- Fakultät für Elektrotechnik und Informationstechnik (EIT) (Faculteit Elektrotechniek en Informatietechnologie)
- Fakultät für Informatik (Faculteit Informatica)
- Fakultät für Luft- und Raumfahrttechnik (LRT) (Faculteit Lucht- en Ruimtevaarttechniek)
- Fakultät für Humanwissenschaften (Faculteit Menswetenschap)
- Fakultät für Staats- und Sozialwissenschaften (Faculteit Politieke- en Sociale wetenschappen).[4]
- Fakultät für Wirtschafts- und Organisationswissenschaften (WOW) (Faculteit Economie en Organisatiekunde)

De opleiding Wirtschaftsinformatik (Beleidsinformatica) wordt door de Fakultät für Informatik (Faculteit Informatica) en Fakultät für Wirtschafts- und Organisationswissenschaften (WOW) (Faculteit Economie en Organisatiekunde) gezamenlijk aangeboden.

De opleiding Mathematical Engineering (Wiskundige ingenieurstechniek) wordt door de Fakultät für Bauingenieur- und Vermessungswesen (BauV) (Faculteit Civiele techniek en Geodesie), Fakultät für Elektrotechnik und Informationstechnik (EIT) (Faculteit Elektrotechniek en Informatietechnologie), Fakultät für Informatik (Faculteit Informatica) en Fakultät für Luft- und Raumfahrttechnik (LRT) (Faculteit Lucht- en Ruimtevaarttechniek) gezamenlijk aangeboden.

##### Bachelorstudies toegepaste wetenschappen UniBwM
De volgende faculteiten (Hochschulbereich für angewandte Wissenschaften
) verzorgen (voornamelijk) bachelor studies:
- Fakultät für Aeronautical Engineering (Faculteit Luchtvaarttechniek)
- Fakultät für Maschinenbau (Faculteit Werktuigbouwkunde)
- Fakultät für Technische Informatik und Kommunikationstechhnik (Faculteit Informatietechnologie en Technische informatica)
- Fakultät für Wehrtechnik (Faculteit Militaire techniek)
- Management und Medien (bachelor èn master) (Faculteit Management en Mediakunde)
- Computer Aided Engineering (master) (Faculteit Computer Aided Engineering)